# Finanzkontrakt
Ein Finanzkontrakt ist im Finanzwesen ein standardisierter Vertrag, der den Austausch von Zahlungsströmen zum Gegenstand hat.

## Allgemeines
Gelegentlich wird der Begriff des Finanzkontrakts auf Terminbörsen eingeengt; er gilt jedoch weit darüber hinaus. Finanzkontrakte sind das Handelsobjekt auf allen Finanzmärkten. Zu den Finanzmärkten gehören neben den Börsen der Geld- und Kapitalmarkt, der Devisenmarkt, Tages- und Termingeldhandel sowie der internationale Kreditverkehr. Soll auf ihnen ein Handelsobjekt getauscht werden, ist zwischen Käufer und Verkäufer ein Vertrag zu schließen, der auf den Austausch von Zahlungsmitteln oder von Ansprüchen auf Zahlungsmittel abzielt. Er beinhaltet einen Anspruch auf gegenwärtige oder zukünftige Zahlungen oder Leistungen. Die eine Vertragspartei verpflichtet sich, Zahlungen zu leisten, um von der Gegenpartei als Gegenleistung einen Basiswert zu erhalten. Beim Aktienkauf (Wertpapierorder) zahlt beispielsweise der Aktionär den Kurswert durch Geld, die Aktiengesellschaft erhält – bei der Emission – im Gegenzug Eigenkapital und verspricht künftige Dividendenzahlungen und Stimmrechte. Soll der Finanzkontrakt auf bisher unbeteiligte Dritte übertragbar (Fungibilität) sein, ist seine Ausgestaltung als Wertpapier (Inhaberpapier oder Orderpapier) erforderlich, andernfalls ist eine Übertragbarkeit erschwert. Bei der Verbriefung werden Finanzkontrakte in die Form eines Wertpapiers gebracht, um ihre Handelbarkeit zu erleichtern.

## Arten
Bei Finanzkontrakten unterscheidet man zwischen Beteiligungstiteln und Forderungstiteln. Zu den Beteiligungstiteln gehören Aktien, GmbH-Anteile, Genossenschaftsanteile oder sonstige Anteile, die durch Kassageschäft oder Termingeschäft erworben oder veräußert werden. Forderungstitel sind unter anderem Anleihen, Kredite oder Schuldscheindarlehen. Auch Versicherungsverträge werden als Finanzkontrakte interpretiert, weil gegen bestimmte Einzahlungen (Versicherungsprämien) unbestimmte (wahrscheinlichkeitsverteilte) Auszahlungen von Versicherungsleistungen versprochen werden. Auch Leasing- und Factoringvereinbarungen werden als Finanzkontrakte bezeichnet. Selbst wenn mit Finanzkontrakten außer Zahlungsansprüchen auch Informations-, Gestaltungs-, Stimm- oder Kontrollrechte verbunden sind, stehen bei ihnen die monetären Vereinbarungen im Vordergrund. Werden Ansprüche selbst zum Vertragsgegenstand, so handelt es sich um Derivate, da sie von den originären Finanzkontrakten abgeleitet sind („Finanztitel“). Unter einem Derivat versteht man also einen Finanzkontrakt, dessen Zahlungen von den Preisen (Kursen) und/oder den Auszahlungen anderer Finanzkontrakte abhängen. Die Finanztitel der Derivate lassen sich wie folgt einteilen:
- Swaps:
  - Zinsswaps
  - Equity Swaps
  - Währungsswaps
- Optionen:
  - Aktienoptionen
  - Zinsoptionen
    - Caps
    - Floors
    - Collars

  - Devisenoptionen
  - Optionen auf Commodities
  - Exotische Optionen:
    - Digitale Optionen
    - Barriere-Optionen
    - Rainbow Optionen

  - Swaptions
- Islamisches Bankwesen
  - Murabaha
    - Tawarruq
    - Istisna

  - Qard al-Hassan
  - Ijara
  - Mudaraba
  - Musharaka
  - Sukuk
  - Arbun
- Islamisches Finanzwesen
  - Takaful

## Rechtsfragen
Der Rechtsbegriff Finanzkontrakt erhält in § 2 Abs. 3 Nr. 21 SAG eine Legaldefinition. Danach sind Finanzkontrakte
- Wertpapierkontrakte: insbesondere Kontrakte über den Kauf, Verkauf oder die Wertpapierleihe einer Gruppe von Wertpapieren oder Anteilen an Indexfonds, Optionen auf ein Wertpapier, eine Gruppe von Wertpapieren oder einen Wertpapierindex, Pensions- oder umgekehrte Pensionsgeschäfte mit einem Wertpapier, einer Gruppe von Wertpapieren oder einem Wertpapierindex, sonstige vergleichbare Kontrakte, die das Institut mit Wertpapiersammelstellen, Abwicklungssystemen oder Zahlungsverkehrssystemen, zentralen Kontrahenten oder Auslagerungsunternehmen abschließt sowie Verträge, aus welchen dem Institut bail-in-fähige Verbindlichkeiten im Sinne des § 91 Abs. 1 SAG erwachsen.
- Warenkontrakte: insbesondere Kontrakte über den Kauf, den Verkauf oder die Leihe einer Ware, einer Gruppe von Waren oder eines Warenindexes zwecks künftiger Lieferung, Optionen auf eine Ware, eine Gruppe von Waren oder einen Warenindex, Pensions- oder umgekehrte Pensionsgeschäfte mit einer Ware, einer Gruppe von Waren oder einem Warenindex.
- Terminkontrakte: insbesondere Kontrakte über den Kauf, den Verkauf oder die Übertragung einer Ware oder eines anderen Gutes, einer Dienstleistung, eines Rechts oder eines Anteils zu einem festgelegten Preis zu einem künftigen Zeitpunkt.
- Swap-Vereinbarungen: insbesondere Zinsswaps und Zinsoptionen, Kassa- oder sonstige Devisenvereinbarungen, Vereinbarungen über Währungen, einen Aktienindex oder eine Aktie, einen Schuldtitelindex oder einen Schuldtitel, Warenindizes oder Waren sowie Vereinbarungen bezogen auf das Wetter, Emissionen oder Inflation, Gesamtertrags-, Credit-Spread-Swaps oder Credit-Swaps.
- Kreditvereinbarungen zwischen Instituten mit einer Laufzeit von bis zu drei Monaten.
- Rahmenvereinbarungen für die bisher genannten Kontrakte und Vereinbarungen.

Bei der Verwendung des Wortes „insbesondere“ weist der Gesetzgeber darauf hin, dass es sich nicht um eine abschließende Aufzählung handelt.

## Risiko
Die zeitliche Diskrepanz von Leistung und Gegenleistung ist charakteristisch für Finanzkontrakte. Deshalb sind Finanzkontrakte für beide Vertragspartner mit mehr oder weniger großem Risiko verbunden. Die Finanzkontrakte können aus diesem Grunde so gestaltet werden, dass ihr Risikoprofil die Interessen der Vertragspartner erfüllt. So gibt es im Hinblick auf das Zinsänderungsrisiko variabel verzinste Anleihen mit Zinsuntergrenze (Floor), Zinsobergrenze (Cap) oder einer begrenzten Zinsbandbreite (Collar). Kredit- und Anleiherisiken können im Rahmen des Risikotransfers durch Kreditsicherheiten, Kreditversicherung oder Credit Default Swaps als Sicherungsnehmer eliminiert werden.
In der Bankbetriebslehre wird auch der Zusammenhang zwischen Finanzkontrakten und der symmetrischen oder asymmetrischen Information der Vertragspartner diskutiert. Bei letzterer verfügen die Vertragsparteien eines Finanzkontrakts nicht über dieselben Informationen. Wenn Leistung und Gegenleistung nicht gleichzeitig erfolgen, ist für einen Vertragspartner die Rückzahlung im Regelfall bereits bei symmetrischer Information mit Unsicherheit behaftet. Bei ungenauer Kenntnis des Gläubigers über die Kreditwürdigkeit des Kreditnehmers oder des Aktionärs über die Aktiengesellschaft vor Erwerb eines Finanzkontrakts können verdeckte Informationen (hidden information) oder verdeckte Eigenschaften (hidden characteristics) mit der Gefahr der adversen Selektion vorliegen. Aufgrund des Informationsgefälles während der Vertragsbeziehung ist eine verdeckte Absicht (hidden intention) oder verdeckte Handlung (hidden action) möglich, die zum moralischen Risiko führen kann.

## Erfüllung und Bilanzierung
Die gegenseitige Erfüllung von Finanzkontrakten kann je nach Art des Finanzkontrakts am nächsten Tag nach Geschäftsabschluss (Tagesgeld), innerhalb von 2 Werktagen (Kassageschäft) oder nach einem Monat bis über mehrere Jahre hinausgeschoben sein (Termingeschäft, Kredite, Pfandbriefe). Den Vertragspartnern verbleibt hierbei ein Erfüllungsrisiko, weil am Erfüllungstag ungewiss ist, ob im Zeitpunkt der eigenen Leistung auch die Gegenleistung des Vertragspartners erfolgen wird. Dieses Erfüllungsrisiko kann lediglich eine Vertragspartei treffen (Termingeld) oder beide (bei Derivaten oder Kassa- oder Termingeschäften).
Finanzkontrakte heißen in den IFRS Finanzinstrumente (englisch financial instruments), die in der Bilanz entweder auf der Aktivseite als Vermögenswert (englisch asset) oder auf der Passivseite als Eigenkapital (englisch equity) oder Verbindlichkeit (englisch liability) verbucht werden. Demnach sind Finanzinstrumente ein „Vertrag, der gleichzeitig bei dem einen Unternehmen einen finanziellen Vermögenswert und bei dem anderen Unternehmen zu einer finanziellen Verbindlichkeit oder einem Eigenkapitalinstrument führt“ (IAS 32.11). Deshalb kann der Begriff Finanzierungsinstrument für alle Arten von Finanz(ierungs)kontrakten verwendet werden. Fällt der Bilanzstichtag zwischen Geschäftsabschluss und Erfüllung, so erfolgt eine Bilanzierung als schwebendes Geschäft.

## Abgrenzungen
Die Begriffe Finanzprodukt und Finanzkontrakt werden in der Fachliteratur manchmal synonym verwendet, Klaus Spremann spricht von Finanzkontrakten. Beim Finanzkontrakt steht eher die vertragliche Beziehung im Vordergrund, beim Finanzprodukt eher das Produkt selbst. Der Begriff des Finanzprodukts ist wiederum weiter gefasst als der des Finanzinstruments im Sinne des Wertpapierhandelsgesetzes und erfasst auch Versicherungen und Kreditverträge.